# Mikhail Kukusjkin
Mikhail Aleksandrovitj Kukusjkin (russisk: Михаил Александрович Кукушкин, engelsk tr. Mikhail Alexandrovich Kukushkin, født 26. december 1987 i Volgograd, Sovjetunionen) er en professionel mandlig tennisspiller fra Kasakhstan.